# Marcq-en-Barœul
Marcq-en-Baroeul (wymowaⓘ) – miejscowość i gmina we Francji, w regionie Hauts-de-France, w departamencie Nord. W jej skład wchodzą w przeważającej większości osiedla willowe, a średni dochód na mieszkańca jest drugi w regionie.
Na terenie Marcq-en-Baroeul znajduje się ponad 1500 firm, w tym wielkie grupy (Lasaffre, Eurocandy, Groupe Holder, Union Biscuits).
Według danych na rok 1990 gminę zamieszkiwało 36 601 osób, a gęstość zaludnienia wynosiła 2607 osób/km² (wśród 1549 gmin regionu Nord-Pas-de-Calais Marcq-en-Baroeul plasuje się na 12. miejscu pod względem liczby ludności, natomiast pod względem powierzchni na miejscu 147.).

## Współpraca
Miejscowości partnerskie:
- Ealing, Wielka Brytania
- Gladbeck, Niemcy
- Kuurne, Belgia
- Poggibonsi, Włochy